# 瀏海
刘海或瀏海、留海，是一種髮型，指覆蓋額頭頭髮的形狀，通常在眉毛處或眉毛上方筆直地削減，但也可能是皺摺或皺褶，加上髮膠、慕斯或蠟，然後掃到一邊，或者自然垂下，落在眼睛上。
此術語得名的緣由，為道教全真派全真五祖之一的劉海蟾喜歡將頭髮梳至額前，長度齊眉。
在中国，据说该髮式在唐朝武则天时期就流行了。根据传说，一起宫廷政变被破获，上官婉儿被牵连进去，被武则天下令施以黥刑（在脸上刺字）。但是后来可能武则天不捨，又在行刑时改變主意，以朱砂在她额头刺了一朵梅花。由于这还是有犯罪含义，因此上官婉儿从额顶梳下一些头发遮盖印记，有些女孩子看见后觉得这样很漂亮，纷纷效仿，流传开来。

## 歷史與發展
- 1974年台灣電視劇《保鏢》張玲 古裝造型，古龍系古裝劇如《怒劍狂花》、《楚留香》及其他古裝如《天蠶變》的女裝造型。
- 1979年歌林唱片歌星江玲引領的瀏海妹妹頭，瀏海成為日後「玉女」必備髮式。
- 2007年楊丞琳專輯《任意門》專輯同名歌曲的造型，具有厚感的瀏海妹妹頭短髮加上幾撮細長髮的水母頭。

## 常見風格
- Straight-across or full bangs
- Side-swept bangs
- Blunt bangs
- See-through or wispy bangs
- Layered bangs
- Arch or rounded bangs
- Parted bangs
- Baby bangs
- Brow-skimming bangs